# Anaprof 1993
La ANAPROF 1993 fue el sexto torneo organizado de la Asociación Nacional Pro Fútbol, donde se coronó campeón el Asociación Fútbol Club Euro Kickers.

## Cambios del ANAPROF 1993
- La ANAPROF aumenta de 10 a 11 equipos.
- Se añade el sistema de fase final (Semifinales y final).
- El Río Mar cambia su nombre a Deportivo M y M.

## Equipos participantes de la ANAPROF 1993
| Equipo                    |
| ------------------------- |
| Alianza FC                |
| AFC Euro Kickers          |
| CD Pan de Azúcar          |
| Deportivo M y M (Río Mar) |
| CD Plaza Amador           |
| Panamá Viejo FC           |
| Projusa                   |
| San Francisco FC          |
| Concordia FC              |
| Sporting de Colón         |
| Tauro FC                  |

## Estadísticas generales
- Campeón: AFC Euro Kickers.
- Subcampeón: Projusa.
- Campeón Goleador:  José Ardines / AFC Euro Kickers, 12 goles.
- Jugador Más Valioso:   José Ardines / AFC Euro Kickers.

| ANAPROF 1993:                |
| ---------------------------- |
| AFC Euro Kickers 1.er Título |